# Estadio Regional de Antofagasta
El Estadio Regional Calvo y Bascuñán ou le Stade Regional Calvo y Bascuñán est un stade chilien se trouvant à Antofagasta.
Construit en 1961, il a une capacité de 21 178 places lors de sa construction, puis de 22 000 places par la suite. Le club résident est le Club de Deportes Antofagasta, qui se trouve en Division 1 chilienne.  
Le stade accueille la Coupe du monde de football des moins de 20 ans 1987. Il accueille les 6 matches du Groupe D, et une rencontre comptant pour les quarts de finale.